# Будяк звичайний
Будяк звичайний, будяк акантовидний (Carduus acanthoides) — вид рослин родини айстрові. Відомий дворічний шкідливий бур'ян, що виснажує ґрунт і розмножується лише насінням.

## Будова
Має кошики на пониклих стеблах.

## Поширення та середовище існування
Зростає у Євразії від Італії до Китаю. Інвазивний вид у Північній Америці.

## Практичне використання
На Кавказі молоді нерозпуклі кошики з м'ясистою обгорткою використовують в харч. Для цього їх відварюють у воді, обрізають ножицями колючки й готують як артишоки. До їжі йдуть денця кошиків з частиною оболонки. Стебло відрізують біля самого денця та видаляють всі колючки. Очищені голівки промивають, щільно вкладають у каструлю, заливають окропом і солять. Варіння триває 35-45 ха. Готовність визначають виделкою: якщо кошики готові, то виделка вільно проходить. Зварені кошики викладають на сито, щоб збігла вода, після чого подають до столу. Присмакою може бути соус чи майонез.